# Seznam avstralskih smučarjev
Seznam avstralskih smučarjev.

## B
- Emily Bamford
- Craig Branch

## C
- Lavinia Chrystal
- Jackson Coull

## D
- Dominic Demschar

## L
- Luke Laidlaw

## M
- Ross Milne
- Louis Muhlen-Schulte

## P
- Ross Peraudo

## R
- Mike Rishworth
- Sam Robertson
- Alice Robinson

## S
- Greta Small
- Zali Steggall